# Теорема Барбье
Теорема Барбье́ — теорема французского астронома и математика Ж. Барбье, описывающая длину кривых постоянной ширины. Сформулирована и доказана Барбье в 1860 году.

## Формулировка
Длина любой кривой постоянной ширины {\displaystyle a} равна {\displaystyle \pi a}.

## Доказательства
Существует несколько доказательств теоремы Барбье:
- Основанное на методах выпуклой геометрии. С одной стороны, выпуклая фигура является фигурой постоянной ширины {\displaystyle a}, тогда и только тогда, когда сумма Минковского её и её образа при центральной симметрии оказывается кругом радиуса {\displaystyle a}. С другой стороны, при сумме по Минковскому плоских выпуклых фигур их периметры складываются, периметр фигуры постоянной ширины равен половине периметра круга радиуса {\displaystyle a}, то есть {\displaystyle \pi a}.[1]

- Основанное на теории вероятностей или формуле Крофтона. Барбье доказал теорему, обобщающую известный ответ в задаче Бюффона о бросании иглы. Он показал, что при бросании выпуклой фигуры на плоскость, расчерченную линиями на расстоянии {\displaystyle d} друг от друга, если фигура не может пересечь более одной из этих линий, то вероятность, что фигура пересечёт одну из линий, оказывается равной {\displaystyle {\frac {L}{\pi d}}}, где {\displaystyle L} — периметр этой фигуры[2][3]. Поскольку фигура постоянной ширины {\displaystyle a} удовлетворяет условию этой теоремы для {\displaystyle d=a}, а вероятность пересечения в этом случае равна единице, её периметр должен равняться {\displaystyle \pi a}.[4]

## Вариации и обобщения
- Теорема Барбье также выполняется для фигур постоянной ширины в плоскости Минковского.
- Формула Крофтона